# Olesza (gmina)
Olesza – dawna gmina wiejska w powiecie tłumackim województwa stanisławowskiego II Rzeczypospolitej. Siedzibą gminy była Olesza.
Gminę utworzono 1 sierpnia 1934 r. w ramach reformy na podstawie ustawy scaleniowej z dotychczasowych gmin wiejskich: Budzyn, Delawa, Dolina, Horyhlady i Olesza.
Po II wojnie światowej obszar gminy znalazł się w ZSRR.